# Chumchet
Chumchet (en népalais : चुम्चेत) est un comité de développement villageois du Népal situé dans le district de Gorkha. Au recensement de 2011, il comptait 928 habitants.